# Росжелдорпроект
«Росжелдорпроект» — российская компания, образованная в 2006 году в рамках «Российских железных дорог» на основе сети советских железнодорожных проектных институтов.
Основное направление деятельности — инженерно-строительное проектирование объектов инфраструктуры железнодорожного транспорта, также занимается проектированием объектов гражданского и промышленного строительства. Общее число сотрудников — более 5 700 человек.

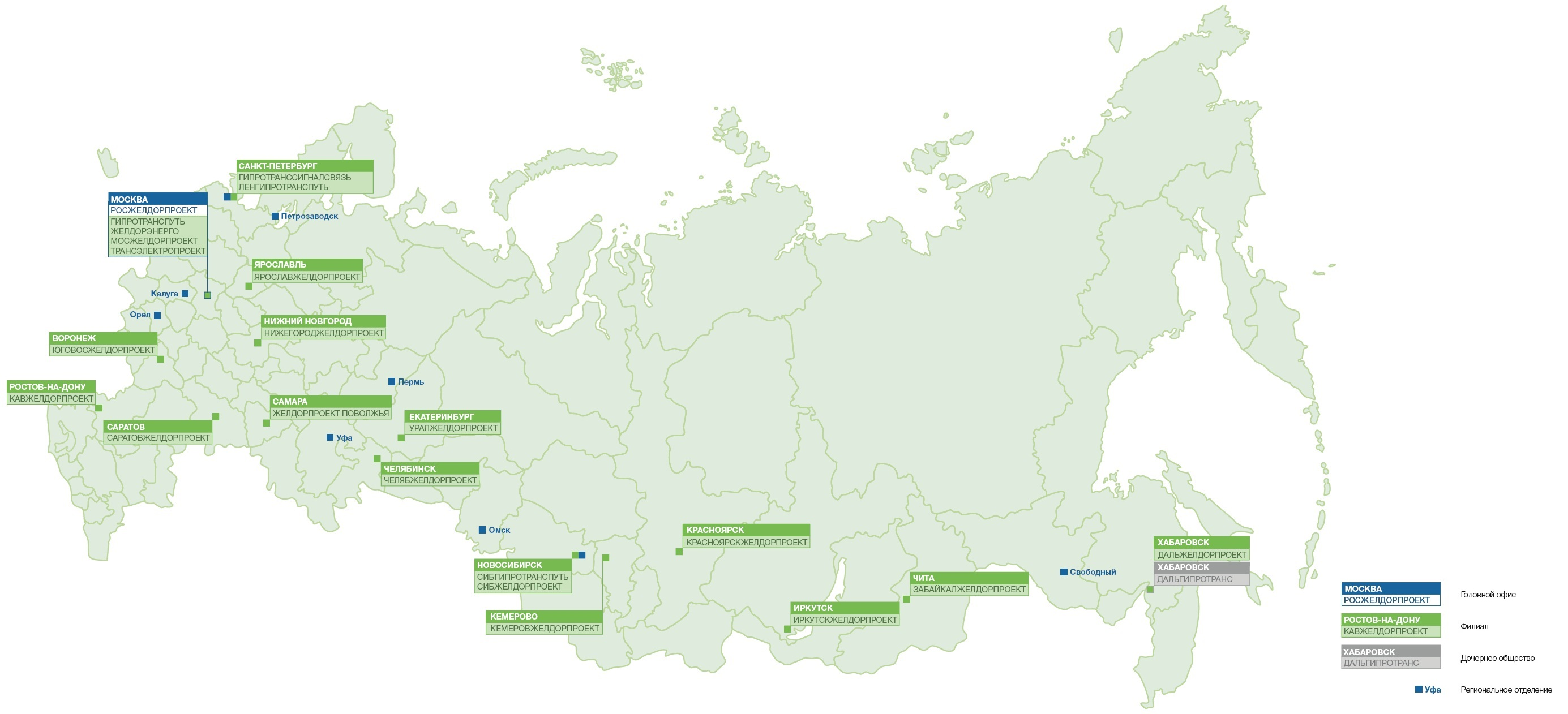
Территориальное расположение филиалов

Проектные институты компании образуют 18 филиалов:
- Гипротранспуть,
- Гипротранссигналсвязь,
- Дальжелдорпроект,
- Желдорпроект Поволжья,
- Забайкалжелдорпроект,
- Иркутскжелдорпроект,
- Кавжелдорпроект,
- Красноярскжелдорпроект,
- Ленгипротранспуть,
- Мосжелдорпроект,
- Нижегороджелдорпроект,
- Сибгипротранспуть,
- Сибжелдорпроект,
- Трансэлектропроект,
- Уралжелдорпроект,
- Челябжелдорпроект,
- Юговосжелдорпроект,
- Ярославжелдорпроект.

Среди крупных проектов: модернизация Транссибирской и Байкало-Амурской магистралей, реконструкция железнодорожных вокзалов и проектирование транспортно-пересадочных комплексов Московского транспортного узла, организация ускоренного движения поездов в ряде подмосковных направлений, проектирование новых железнодорожных линий в Адлере в рамках подготовки к Зимним Олимпийским играм в Сочи в 2014 году, проектные работы на объектах высокоскоростного железнодорожного движения Москва — Санкт-Петербург и Санкт-Петербург — Бусловская.. Также ведутся проекты по развитию железнодорожной инфраструктуры в других странах (Монголии, Иране, Казахстане, КНДР, Абхазии, Индии).